# Idioma kabiyé
El idioma kabiyé (autoglotónimo: kabɩyɛ) es una lengua nigerocongolesa perteneciente al subgrupo gur de las lenguas atlántico-congolesas. Dentro de las lenguas gur, es la más hablada de las lenguas gurunsi. Se habla tradicionalmente en la mitad septentrional de Togo, aunque existen importantes grupos de emigrantes que desde el siglo XX han llevado la lengua al sur del país y a los vecinos Ghana y Benín.
Es la lengua propia del grupo étnico kabye, del cual toma el nombre. Sin embargo, su importancia en Togo va más allá de su grupo étnico y está considerada una de las dos lenguas nacionales del país, junto con el idioma ewé hablado en la mitad meridional. Aunque el francés es la única lengua oficial de Togo a efectos administrativos, el kabiyé y el ewé son ampliamente promocionados en los medios de comunicación y en el sistema educativo. A finales del siglo XX, los hablantes de kabiyé representaban el 23% de la población del país. En 2014, su número total de hablantes se estima en 1,2 millones.
La primera gramática del idioma fue publicada por el misionero y lingüista Jacques Delord en 1976, aunque actualmente el principal libro de referencia es la gramática de Kézié Lébikaza de 1999. Cuenta con una academia lingüística propia, que en 2014 fomentó la apertura de una edición de Wikipedia en este idioma.
Es una lengua tonal con armonía vocálica que distingue diez clases de sustantivos y sigue la estructura SVO.